# Mari Dorottya
Mari Dorottya (Szeged, 1999. március 9. –) magyar színésznő.

## Életpályája
Édesanyja hegedűművész, a Szegedi Szimfonikus Zenekar zenésze. Gyermekkorában ő is hegedülni tanult. Középiskoláit a szentesi Horváth Mihály Gimnáziumban végezte. Egyetemi  tanulmányait 2017-től Máté Gábor és Székely Kriszta osztályában kezdte a Színház- és Filmművészeti Egyetemen, színészi diplomáját már 2022-ben a freeSZFE diákjaként szerezte meg. 2022-től a szombathelyi Weöres Sándor Színház társulatának tagja.

## Színházi szerepeiből
- Flóra  - Kétes létben a bizonyosság... Kozmutza Flóra (2025)
- Voltaire – Vinnai András – Bódi Zsófia – Nagy Péter István: Candide... szereplő
- Georges Feydeau: Bolha a fülbe... Antoinette
- Anton Pavlovics Csehov: Sirály... Nyina
- Kurt Weill – Bertolt Brecht: Koldusopera... Lucy
- Jerry Bock – John Steinbeck: Hegedűs a háztetőn... Chava
- Robert Harling: Acélmagnóliák... Shelby
- Hadar Galron: Mikve... Tehila
- Jacques Audiberti: Árad a gazság... Alarica
- Móricz Zsigmond – Tóth Réka Ágnes: Kivilágos kivirradtig... Annus, Dobyék kisebbik lánya
- Óz, a csodák csodája - Dorothy
- Schwechtje Mihály: Hajtűkanyar... Polgár Júlia
- Pintér Béla – Darvas Benedek: Gyévuska... Zsuzsanna, Felkay lánya; Orosz nő

## Filmes és televíziós szerepei
- Békeidő (2020)
- Takarás (2022)... Kellékeslány[2]
- Sünvadászat (2022)[3]